# Lake Village, Arkansas
Lake Village là một thành phố thuộc quận Chicot, tiểu bang Arkansas, Hoa Kỳ. Năm 2010, dân số của thành phố này là 2575 người.

## Dân số
- Dân số năm 2000: 2823 người.
- Dân số năm 2010: 2575 người.